# هوارد غولدفارب
هوارد غولدفارب هو لاعب بوكر كندي، ولد في عقد 1960 في تورونتو في كندا.